# Terrain Filine
Terrain Filine – stadion w Maroku, w Sala Al Jadida, na którym gra Union Touarga. Mieści 1000 widzów.